# Societas Italica Rosae Crucis
 (juillet 2019).
La Societas Italica Rosae + Crucis, aussi connu sous l'acronyme S.I.R + C, est une société italienne et mondiale rosicrucienne,,.
Le but de la Societas est d'étudier tous les sujets liés à la tradition du mouvement philosophique européen appelé rosicrucianisme, ainsi que toutes les disciplines hermétiques-alchimiques-cabalistiques propres à la culture ésotérique occidentale.

## Histoire
La Societas Italica Rosae Crucis est créée le 21 mars 2017,  dans le Bas-Piémont, inspirée par l'impulsion originelle de Rose-Croix. Initialement composée de membres d'autres réalités initiatiques, dont la franc-maçonnerie et le martinisme, elle trouva par la suite un grand intérêt de la part de nombreux initiés et ésotéristes, ce qui lui permit de se propager, en l'espace de deux ans, dans différentes parties de l'Italie et du monde,,.

## Philosophie
Societas Italica Rosae + Crucis est une association initiatique qui cultive la tradition rosicrucienne, idéalement fondée par Christian Rosenkreutz.

## Structure de la S.I.R+C
La SIR + C est structurée en plusieurs ordres tels que présentés ci-après.

### I Ordre
- I degré - Zelator
- II degré - Theoricus
- III degré - Practicus
- IV degré - Philosophus

### II Ordre
- V degré - Adeptus Minor
- VI degré - Adeptus Major
- VII degré - Adeptus Exemptus

### III Ordre
- VIII degré - Magister Templi
- IX degré - Magus

## Liste des références
1. 1 2 3 4 5  (it) « La Societas Italica Rosae+Crucis », sur Le Religioni in Italia, 21 juin 2019 (consulté le 30 juin 2019)
2. 1 2  (en) « LCMO - Martinists », sur Holy Celtic Order of the Temple (consulté le 30 juin 2019)
3. 1 2  (en) « Mu Temple Orient of Manila », sur Mu Temple Orient of Manila (consulté le 30 juin 2019)